# Petr Koura
Petr Koura (* 10. srpna 1978 Klatovy) je historik a politolog, který se věnuje nejnovějším českým dějinám.
Odborně se zaměřuje na české politické a kulturní dějiny dvacátého století, dále pak na dějiny Protektorátu Čechy a Morava, na vzpomínkovou kulturu, na filmy s historickou tematikou a na reflexi historických událostí ve filmech. Jako odborný poradce se podílel například na tvorbě českého televizního seriálu České století  a filmu Jan Palach. Je laureátem Ceny Neuron pro mladé vědce za rok 2015 v oboru společenské vědy.

## Vzdělání
V letech 1992 až 1996 navštěvoval Gymnázium Jaroslava Vrchlického v Klatovech. V letech 1996 až 2002 studoval na Filozofické fakultě Univerzity Karlovy v Praze obor historie – politologie se specializací na nejnovější české dějiny. Po absolvování několikaměsíčního pobytu na Vídeňské univerzitě se pod vedením profesora Roberta Kvačka začal systematicky věnovat osobnosti podplukovníka Josefa Balabána, čelného představitele protektorátního protinacistického nekomunistického odboje. Tento hrdina protiněmeckého odporu byl i tématem Kourovy diplomové práce, která obdržela v říjnu roku 2002 Cenu dr. Edvarda Beneše. Studium na FFUK završil rigorózní zkouškou a získal akademický titul PhDr. V letech 2002 až 2010 absolvoval postgraduální (doktorandské) studium (Ph.D.) v Ústavu českých dějin FFUK. Studium zakončil disertační prací Swingová mládež a okupační moc v Protektorátu Čechy a Morava (školitel prof. Jan Kuklík, doc. Jana Čechurová). S účinností od 1. října 2021 byl jmenován docentem Univerzity Karlovy pro obor české a československé dějiny.

## Odborné působení
Petr Koura byl v letech 2001 až 2003 zaměstnán v Česko-německém fondu budoucnosti (ČNFB) – v Kanceláři pro oběti nacizmu. Od února 2003 do ledna 2007 pracoval v Ústavu pro soudobé dějiny Akademie věd ČR jako odborný pracovník „Oddělení pro dějiny 2. světové války, okupace a odboje“. Následovalo krátké působení (leden 2007 až květen 2008) na Ministerstvu vnitra ČR a v Ústavu pro studium totalitních režimů (ÚSTR) ve funkci vedoucího publikačního oddělení a šéfredaktora periodika Paměť a dějiny. Od září 2008 do března 2009 absolvoval půlroční stipendijní pobyt u obecně prospěšné kulturně vzdělávací a vědecké společnosti Collegium Bohemicum se sídlem v Ústí nad Labem. Do dalšího projektu, „Musealisierung der Erinnerung“ (Muzealizace paměti) v rámci výzkumného centra pro české země (Forschungsstelle für die böhmischen Länder) Collegium Carolinum v Mnichově se zapojil opět jako stipendista (červen 2009 až prosinec 2011).
Více než pět let (duben 2006 – prosinec 2011) pracoval na poloviční úvazek v rámci výzkumného záměru na Filozofické fakultě Univerzity Karlovy (Ústav českých dějin). Od února 2012 do prosince 2014 pracoval v Ústavu českých dějin FF UK jako vědecký pracovník v rámci postdoktorského grantu.[nedostupný zdroj] 
Od září 2014 přednáší moderní dějiny na Pedagogické fakultě UK, kde byl od 1. srpna 2021 jmenován vedoucím katedry dějin a didaktiky dějepisu.
Od 1. května 2017 je ředitelem obecně prospěšné společnosti Collegium Bohemicum.

## Publikační činnost
Chronologicky uspořádaný výběr z publikační činnosti:
- 2019 – KOURA, Petr. Druhý život Protektorátu Čechy a Morava: Lidice, pomníky, hrdinové: příspěvek k české vzpomínkové kultuře. Praha: Pulchra, 2019. 234 s. ISBN 978-80-7564-041-3. NKC – Úplné zobrazení záznamu
- 2018 – KOURA, Petr a KOUROVÁ, Pavlína. Sto let českých Vánoc: nejkrásnější svátky v roce na pozadí „velkých“ dějin. 2., uprav. a dopl. vyd., v nakl. Academia 1. vyd. Praha: Academia, 2018. 461 s. ISBN 978-80-200-2893-8.
- 2017 – KOURA, Petr. Inka Bernášková (1904–1942): žena proti Hitlerovi aneb Člověk zůstane svobodný, jen když pohrdá smrtí. In: BÁRTA, Miroslav a kol. Lidé a dějiny: k roli osobnosti v historii v multidisciplinární perspektivě. Praha: Academia, 2017, s. 575–613. ISBN 978-80-200-2716-0.
- 2016 – KOURA, Petr. Odbojová činnost Vladislava Vančury. In: Marginalia Historica. 2016, roč. 7, č. 2, s. 133–156.
- 2016 – KOURA, Petr. Swingaři a potápky v protektorátní noci: česká swingová mládež a její hořkej svět. Praha: Academia, 2016. 922 s. Šťastné zítřky; sv. 23. ISBN 978-80-200-2634-7.
- 2014 – KOURA, Petr. Šašci a královna. Státní bezpečnost a Věra Chytilová v období normalizace. In: KOPAL, Petr, ed. Film a dějiny. 4: Normalizace. Praha: Casablanca : Ústav pro studium totalitních režimů, 2014, s. 72–101. ISBN 978-80-87292-26-6.
- 2014 – KOURA, Petr, ed. a FRANC, Martin. První světová válka: 100 let od vypuknutí válečného konfliktu, který změnil svět. Příbram: Kovohutě Příbram nástupnická, 2014. 112 s. ISBN 978-80-260-7196-9. NKC – Úplné zobrazení záznamu
- 2014 – KOURA, Petr et al. Diktatura versus naděje: pronásledování římskokatolické církve v Československu v letech 1948–1989. Praha: Ústav pro studium totalitních režimů, 2014. 191 s. ISBN 978-80-87912-00-3. NKC – Úplné zobrazení záznamu
- 2013 – KOURA, Petr. Několik poznámek k atentátu na Heydricha. In: 70 let od heydrichiády. Klatovy: Město Klatovy, 2013 s. 34–42. Klatovy v prostoru a čase , sv. 1. ISBN 978-80-260-3160-4.
- 2012 – KOURA, Petr. „Byli to fašističtí vrazi podporovaní mezinárodním kapitalismem“: proměny interpretace lidické tragédie po Únoru 1948 a její využití v komunistické propagandě. In: Marginalia Historica. 2012, roč. 3, č. 2, s. 49–58.
- 2012 – KOURA, Petr. „Škvorecký se nikdy nepřátelsky k lidově demokratickému zřízení neprojevil!“: dramatické zákulisí vzniku jedné povídky z roku 1955. In: Posláním historik: pocta prof. Robertu Kvačkovi k 80. narozeninám. Praha: NLN, Nakl. Lidové noviny, 2012, s. 537–559. České dějiny, sv. 4. ISBN 978-80-7422-172-9.
- 2011 – KOURA, Petr. Historický film jako nástroj konstrukce historické paměti. In: Místa paměti česko-německého soužití: sborník příspěvků z konference pracovní skupiny Česko-německého diskusního fóra Místa paměti v Chebu 5. 6. 2010. Praha: Antikomplex pro Collegium Bohemicum, 2011, s. 116–128, 135–152. ISBN 978-80-904421-2-2.
- 2011 – KOURA, Petr. Protinacistický odboj na pražských veřejných prostranstvích po roce 1945: příspěvek k historii české vzpomínkové kultury týkající se druhé světové války. In: PEJČOCH, Ivo; TOMEK, Prokop a kol. Od svobody k nesvobodě 1945–1956. Praha: Ministerstvo obrany České republiky – Odbor komunikace a propagace MO, 2011, s. 94–103. ISBN 978-80-7278-571-1.
- 2010 – KOURA, Petr a KOUROVÁ, Pavlína. České Vánoce: od vzniku republiky do sametové revoluce. Praha: Máj, 2010. 356 s., [24] s. obr. příl. ISBN 978-80-7363-252-6. NKC – Úplné zobrazení záznamu
- 2009 – KOURA, Petr. Listopad 1989 na stříbrném plátně: malý zájem tvůrců hraných filmů. Dějiny a současnost. 2009, 31, mimořádné číslo 20. výročí 17. listopadu 1989, s. 44–47.
- 2008 – KOUROVÁ, Pavlína a KOURA, Petr. Žádáme trest smrti!: propagandistická kampaň provázející proces s Miladou Horákovou a spol.: (historická studie a edice dokumentů). Praha: Ústav pro studium totalitních režimů, 2008. 607 s. Edice dokumentů. ISBN 978-80-87211-03-8. NKC – Úplné zobrazení záznamu
- 2007 – KOURA, Petr. Archiv bezpečnostních složek. In: Paměť a dějiny: revue pro studium totalitních režimů. 2007, roč. 1, č. 1, s. 194–197. ISSN 1802-8241.
- 2003 – KOURA, Petr. Československo-polská konfederace v názorech domácího odboje. In: Česká a polská historická tradice a její vztah k současnosti: pardubická konference (18.–20. dubna 2002). Praha: Univerzita Karlova, 2003, s. 169–209.
- 2003 – KOURA, Petr. Podplukovník Josef Balabán: život a smrt velitele legendární odbojové skupiny „Tři králové“. V Praze: Rybka, 2003. 309 s. ISBN 80-86182-72-X. NKC – Úplné zobrazení záznamu

## Spolupráce na filmových projektech
- Scenárista čtyř dílů cyklu Heydrich – konečné řešení (ČT, 2011–2012);
- odborný poradce seriálů České století (ČT, 2013–2014), Bohéma (ČT, 2016);
- odborný poradce hraných filmů, např. Ztraceni v Mnichově (2015), Krycí jméno Holec (2016), Jan Palach (2018), Poslední závod (2021).

## Spolupráce na divadelních projektech
Odborný poradce při inscenacích her Pankrác 45 (2015), Švandovo divadlo; 28. říjen den po dni (2018), Studio Ypsilon; Spálená 16 (2019), Studio Ypsilon.

## Popularizační činnost
- Spolupráce s Českou televizí a Českým rozhlasem na pořadech s historickou tematikou (Historie věčně živá, Historie.cs);
- příspěvky v periodikách Lidové noviny (příloha Orientace), Mladá fronta Dnes (příloha Kavárna), Respekt, Kulturní týdeník A2, Reflex, Xantypa, Echo 24.

## Ocenění
- ocenění v soutěži vysoce kvalitních monografií UK (2018) za publikaci Swingaři a potápky v protektorátní noci
- Cena Miroslava Ivanova v hlavní kategorii pro mladé autory do 39 let (2017) za publikaci Swingaři a potápky v protektorátní noci
- Cena Nadačního fondu Neuron pro mladé vědce v kategorii společenské vědy za rok 2015
- ocenění v soutěži vysoce kvalitních monografií UK (2012) spolu s Pavlínou Kourovou za publikaci České Vánoce od vzniku republiky do sametové revoluce
- Cena Jana Palacha FFUK za publikaci Podplukovník Josef Balabán. Život a smrt velitele legendární odbojové skupiny „Tři králové“ (2004)